# فقرا (لبنان)
فقرا هو منتجع للتزلج على مشارف قرية كفرذبيان في قضاء كسروان في جبل لبنان، يقع على بعد 47 كـم (29 ميل) من بيروت و 36 كـم (22 ميل) من جونيه، ويقع المنتجع على ارتفاع يتراوح بين 1500م إلى 2000م عند سفح جبل صنين.

## التأسيس
تأسس المنتجع في عام 1974. وساهم في تصميمه مهندسون سويسريون، يقصده اللبنانيون والعديد من السياح العرب والأجانب، ويتمتع بإطلالة على بيروت والشاطئ، كما يضم حلبات تزلج خاصة، حيث يتراوح علو المنحدرات ما بين 1765 و1980 مترا، وهي مقسمة لتناسب مختلف مستويات المتزلجين.
ويوجد في المنتجع فندق رئيسي هو فندق أوربان فقرا. وفندق آخر هو فندق تيري برون، ومن أعلى المسارات يمكن رؤية البحر الأبيض المتوسط وبيروت. بالإضافة إلى التزلج، يوفر المنتجع رياضات ثلجية أخرى، مثل التزلج على الجليد والزلاجات الثلجية والمشي بالأحذية الثلجية. مع أكثر من 7 كيلومترات من المسارات، توفر للمتزلجين مجموعة متنوعة من المنحدرات، بما في ذلك الهبوط العمودي يبلغ 240 مترًا. يطل المنتجع على قلعة فقرا وهي موقع أثري روماني وأحد أهم مواقع وادي نهر الكلب المدرج في قائمة اليونسكو، ومن عوامل الجذب الأخرى القريبة الجسر الطبيعي من الحجر الجيري الذي يبلغ طوله 35 مترًا.

## معرض الصور

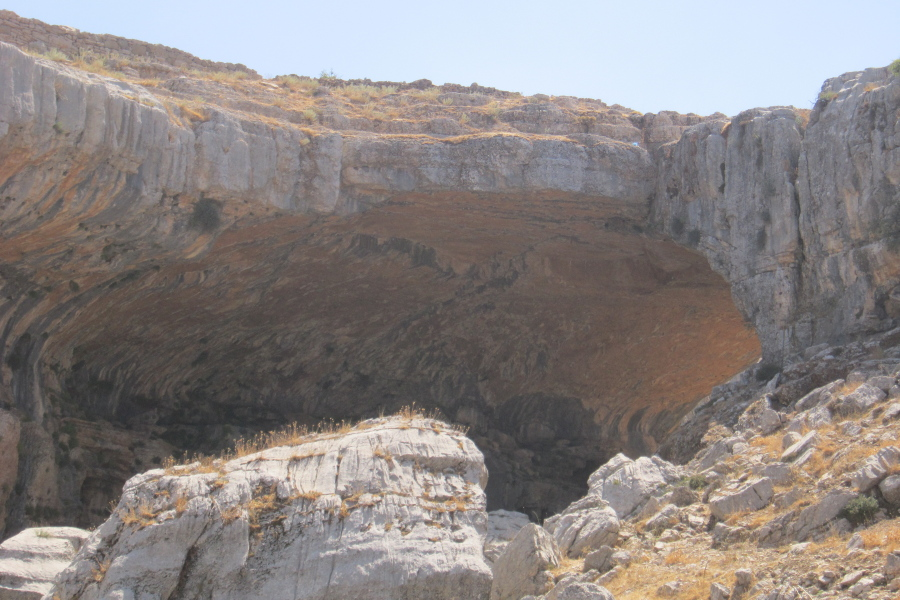
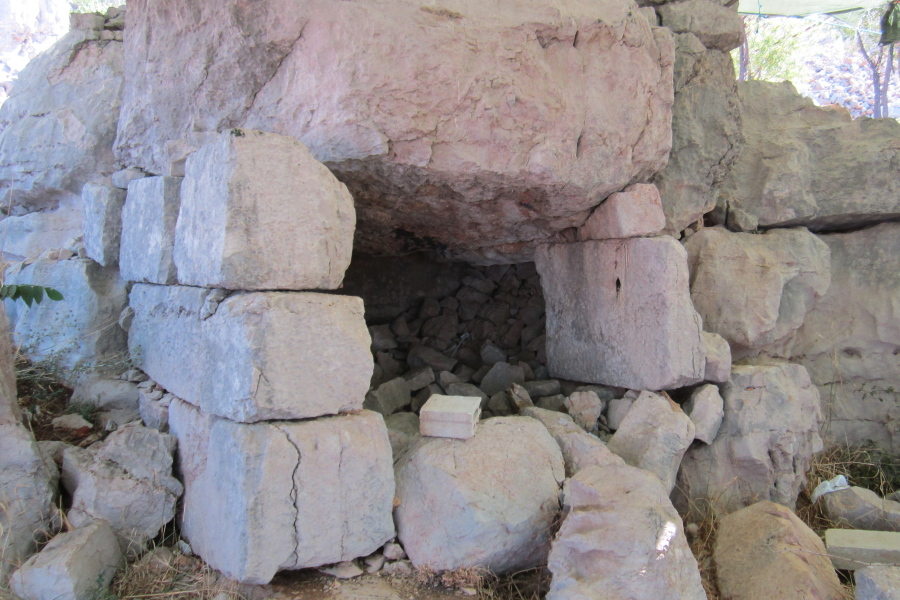
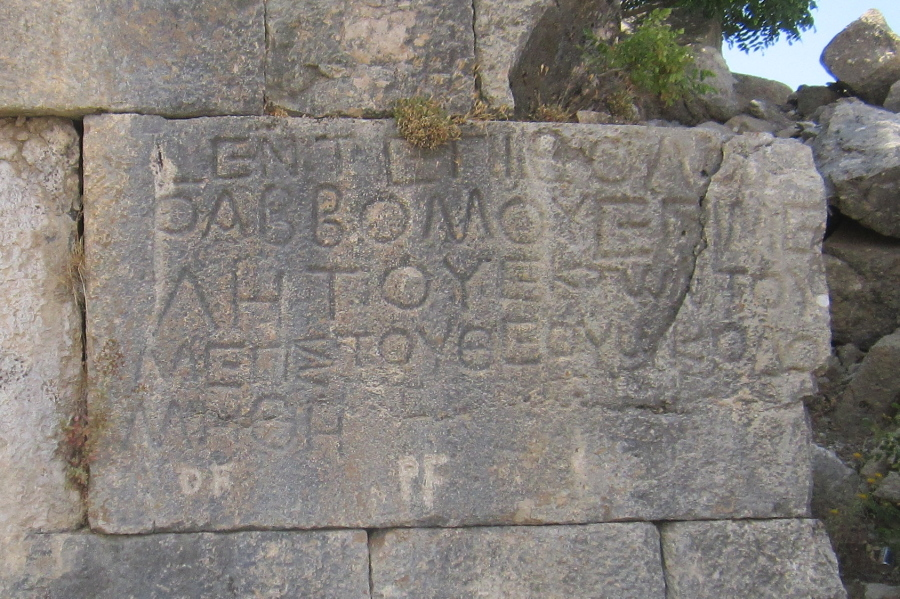
أطلال الفقرا